# 巴斯克斯島
64°55′S 63°25′W / 64.917°S 63.417°W
巴斯克斯島（Vázquez Island）是南極洲的島嶼，位於帕默群島中溫克島東南面，處於弗里喬夫島和博布島之間，首次被法國探險隊繪入地圖。